# Spargania comprobata
Spargania comprobata là một loài bướm đêm trong họ Geometridae.